# Fissurisepta enderbyensis
Fissurisepta enderbyensis is een slakkensoort uit de familie van de Fissurellidae. De wetenschappelijke naam van de soort is voor het eerst geldig gepubliceerd in 1958 door Powell.